# أولاد احجر (أولاد كواوش الغربيين)
أولاد احجر هو دُوَّار يقع بجماعة أولاد كواوش، إقليم خريبكة، جهة بني ملال خنيفرة في المملكة المغربية. ينتمي الدوّار لمشيخة أولاد كواوش الغربيين التي تضم 4 دواوير. يقدر عدد سكانه بـ 540 نسمة حسب الإحصاء الرسمي للسكان والسكنى لسنة 2004.

## روابط خارجية
- البوابة الوطنية للجماعات الترابية
- المندوبية السامية للتخطيط